# Heinrich Meltinger
Heinrich Meltinger (* vor 1471 in Basel; † 1531 in Colmar) war ein Schweizer Politiker.
Heinrich Meltinger war 1509–1512 Landvogt zu Waldenburg, danach bis 1515 Ratsherr der Hohen Stube in Basel. 1516–1521 bekleidete er das Amt des Oberstzunftmeisters. 1522 wurde er zum Basler Bürgermeister gewählt. Am 15. August 1528 liess er in Riehen das Lesen der Messe mit Gewalt durchsetzen. Nach der Durchsetzung der Reformation im Februar 1529 in Basel musste er als Anführer der Altgläubigen alle Ämter in Basel niederlegen.